# L’Esterre (Carriacou)
L’Esterre ist eine Siedlung auf Carriacou im Norden des karibischen Inselstaates Grenada.

## Geographie
Die Siedlung liegt im Südwesten der Insel in der L’Esterre Bay, zwischen Argyle und Lauriston. Nach Nordwesten erstreckt sich die Landzunge mit dem Mount Saint Louis und Point Cistern.